# Universität von Kassala
Die  Universität von Kassala  (arabisch جامعة كسلا, DMG Ǧāmiʿat Kassalā) ist eine staatliche Universität in Kassala, Sudan.